# Beynon (Durance)
Der Beynon ist ein kleiner rechter Nebenfluss der Durance in Südostfrankreich, der in den Départements Hautes-Alpes und Alpes-de-Haute-Provence der Region Provence-Alpes-Côte d’Azur südwestlich der Stadt Gap verläuft.

## Geografie

### Verlauf
Der Beynon verläuft in den Dauphiné-Alpen im Südosten Frankreichs. Er entspringt an der Südflanke der Bergkette Montagne d’Aujour im nordwestlichen Gemeindegebiet von Esparron, entwässert generell Richtung Südsüdost und erreicht bei Ventavon das Tal der Durance. Hier unterquert er den Canal EDF, der parallel zur Durance verläuft, sowie die Autobahn A51. Er mündet sodann nach insgesamt rund 15 Kilometern knapp an der nördlichen Gemeindegrenze von Thèze als rechter Nebenfluss in die Durance.

## Einzugsgebiet
Der Beynon entwässert ein Areal von etwa 38,7 km². Das Einzugsgebiet wird eingerahmt von den zwischen 1200 und 1800 m hohen Bergrücken Montagne de l’Aup im Südwesten, Montagne d’Aujour im Nordwesten sowie Crête des Selles im Norden.

### Berührte Gemeinden
(Reihenfolge in Fließrichtung)
- Esparron
- Barcillonnette
- Ventavon
- Upaix
- Thèze